# Quantic Dream
Quantic Dream – francuski producent oraz wydawca gier komputerowych założony w 1997 roku w Paryżu. Przedsiębiorstwo znane jest również z tworzenia animacji techniką „motion capture” do filmów i gier.

## Historia
Pierwsza gra stworzona przez studio, Omikron: The Nomad Soul, ukazała się w 1999 roku na platformy PC oraz Dreamcast. Zawierała oryginalne utwory muzyczne stworzone przez muzyka Davida Bowiego. Quantic Dream zajęło się później tworzeniem gry Quark, jednak prace nad nią wkrótce zawieszono.
W 2002 roku poinformowano oficjalnie o pracach nad nową grą – Fahrenheit (znaną w Północnej Ameryce jako Indigo Prophecy). Gra została wydana w 2005 roku i odniosła sukces dzięki innowacyjnemu, filmowemu podejściu do tworzenia.
24 lutego 2010 roku na platformę PlayStation 3 wydana została gra Heavy Rain a w październiku 2013 na tej samej platformie miała premierę gra Beyond: Dwie dusze.
W sierpniu 2022 roku studio zostało przejęte przez NetEase

## Wyprodukowane gry
| Rok  | Tytuł                   | Gatunek                                     | Platformy                                                       | Wydawca                        |
| ---- | ----------------------- | ------------------------------------------- | --------------------------------------------------------------- | ------------------------------ |
| 1999 | Omikron: The Nomad Soul | przygodowa                                  | Microsoft Windows, Dreamcast                                    | Eidos Interactive              |
| 2005 | Fahrenheit              | zręcznościowo-przygodowa                    | Xbox, PlayStation 2, Microsoft Windows, Xbox 360, PlayStation 4 | Atari, Aspyr                   |
| 2010 | Heavy Rain              | kryminał psychologiczny/thriller/przygodowa | PlayStation 3, PlayStation 4, Microsoft Windows                 | Sony Interactive Entertainment |
| 2013 | Beyond: Dwie dusze      | przygodowa/zręcznościowa                    | PlayStation 3, PlayStation 4, Microsoft Windows                 | Sony Interactive Entertainment |
| 2018 | Detroit: Become Human   | przygodowa                                  | PlayStation 4, Microsoft Windows                                | Sony Interactive Entertainment |
| TBA  | Star Wars: Eclipse      | przygodowa gra akcji                        | TBA                                                             | LucasFilm Games                |

## Wydane gry
| Rok  | Tytuł                           | Gatunek              | Platformy                                                                  | Producent        |
| ---- | ------------------------------- | -------------------- | -------------------------------------------------------------------------- | ---------------- |
| 2021 | Sea of Solitude: Director's Cut | przygodowa           | Nintendo Switch                                                            | Jo-Mei Games     |
| TBA  | Dustborn                        | przygodowa gra akcji | Xbox Series X/S, PlayStation 5, Microsoft Windows                          | Red Thread Games |
| TBA  | Under The Waves                 | przygodowa           | Xbox Series X/S, Xbox One, PlayStation 5, PlayStation 4, Microsoft Windows | Parallel Studio  |